# Altes Schloss Wallerstein

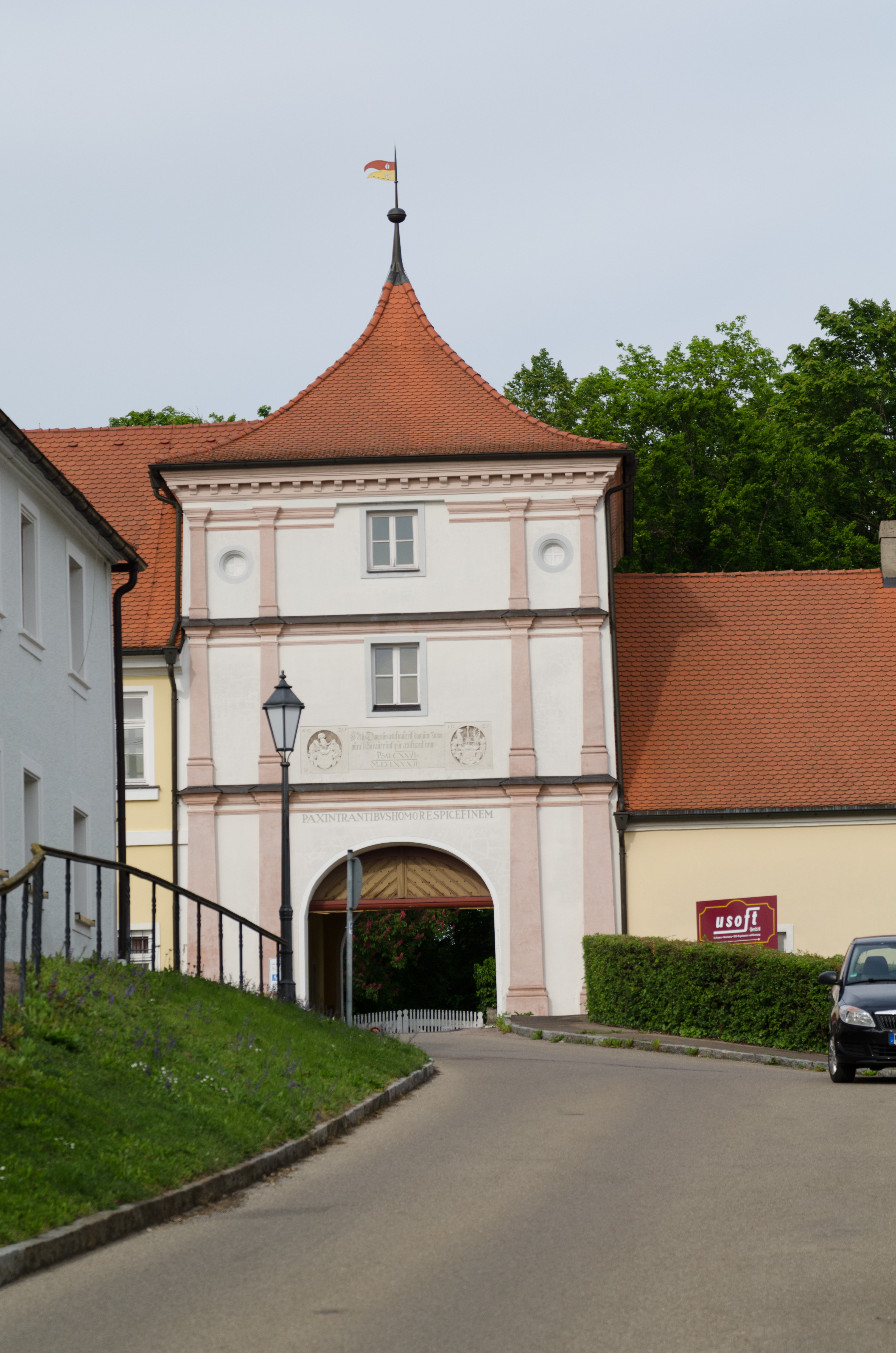
Torturm des Alten Schlosses

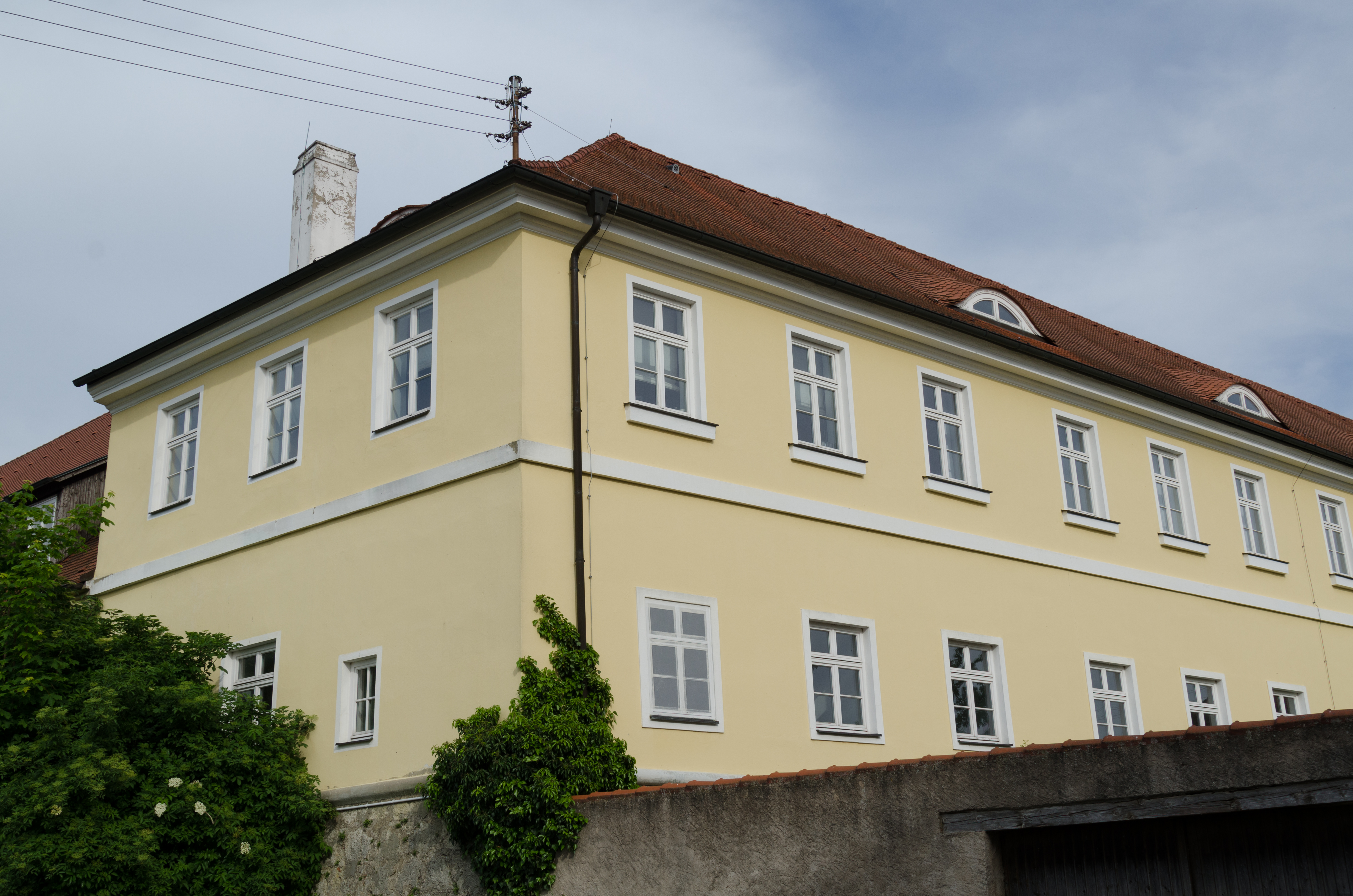
Verwaltungsbau des Alten Schlosses

Das Alte Schloss Wallerstein (auch Burg Wallerstein) liegt im Markt Wallerstein im schwäbischen Landkreis Donau-Ries.

## Geschichte
Die ehemals umfangreiche, terrassenförmig aufgebaute Anlage auf einem Felsen über dem Ort wird im Jahr 1188 in einem Vertrag zwischen Kaiser Friedrich I. Barbarossa und König Alfons VIII. von Kastilien, in dem die Ehe zwischen Friedrichs Sohn Konrad und Alfons Tochter Berengaria vereinbart wurde, erstmals erwähnt. Die Hälfte der Burg mit all ihrem Zubehör (mediam partem castri Walrstein cum omnibus suis pertinenciis) sollte mit weiteren 29 staufischen Gütern zur Morgengabe der Braut gehören. Allerdings wurde diese Ehe niemals in die Praxis umgesetzt. Urkundlich tritt ein Konrad von Wallerstein bereits ab 1109 in Erscheinung.
Seit 1261 ist sie im Besitz der Grafen von Oettingen. 1582 erfolgte die Errichtung der umliegenden Verwaltungs- und Ökonomiegebäude und der äußeren Ringmauer mit Torturm. 1648 wurden die Gebäude im Dreißigjährigen Krieg durch schwedische Truppen zerstört. Das Alte Schloss war nur noch eine Ruine, der Felsen wurde als Steinbruch genutzt. Die Grafen von Oettingen errichteten deshalb unterhalb des alten Wohntrakts eine neue Residenz, das Neue Schloss, das seine heutige klassizistische Gestalt 1804 erhielt.

## Fürst Wallerstein Brauhaus
Ab 1774 entstanden neue Anlagen, die bis heute für den Brauereibetrieb der Fürst Wallerstein Brauhaus GmbH genutzt werden. Die Brautradition der Brauerei reicht aber zurück bis ins Jahr 1598. Seit dem Jahr 2000 werden die Biere der Ende 1999 geschlossenen Brauerei Scheible Bräu aus Alerheim in Wallerstein gebraut. Seit Oktober 2016 werden auch die Biere der ehemaligen Ankerbrauerei aus Nördlingen nach der Ankerbräu-Rezeptur hergestellt. Ein ehemaliger Getreidespeicher wird jetzt als Brauereigasthof genutzt. Der zweigeschossige Satteldachbau mit Aufzugsöffnungen und Kranbalken wurde 1774 unterkellert und 1838 durch den Anbau einer Zuckerfabrik erweitert.